# Арчундиа, Бенито
Бенито Армандо Арчундия Тельес (исп. Benito Armando Archundia Téllez; род. 21 марта 1966, Тлальнепантла-де-Бас, Мехико) — мексиканский футбольный арбитр. В свободное от судейства время занимается юриспруденцией и экономикой. Владеет испанским и английским языками. Арбитр ФИФА, судит международные матчи с 1993 года. Один из арбитров розыгрыша финальной стадии Чемпионата мира 2006 в Германии и Чемпионата мира 2010 в ЮАР. Считается одним из лучших арбитров Северной и Южной Америки. В среднем за матч он 3,9 раза достает желтые и 0,31 раза — красные карточки, максимум — 12 желтых и две красные (Данные на июль 2010 года).